# Kazakstan
Kazakstan, formellt Republiken Kazakstan (kazakiska Қазақстан eller Qazaqstan/Qazaqstan Respyblikasy, uttalat /qɑzɑqˈstɑn/; på ryska Казахстан, uttalat /kəzɐxˈstan/), är ett land i Centralasien med en liten del i östra Europa. Det gränsar till Turkmenistan, Uzbekistan och Kirgizistan i syd, Kina i öst och Ryssland i norr. De största städerna är Almaty (Alma-Ata), Astana (Aqmola), Sjymkent, Atyrau, Bajkonur, Qaraghandy (Karaganda), Semej (Semipalatinsk) och Zjezqazghan. Kazakstans nationaldag är republikens dag den 16 december.

## Historia

### Kazakkhanatet och rysk dominans

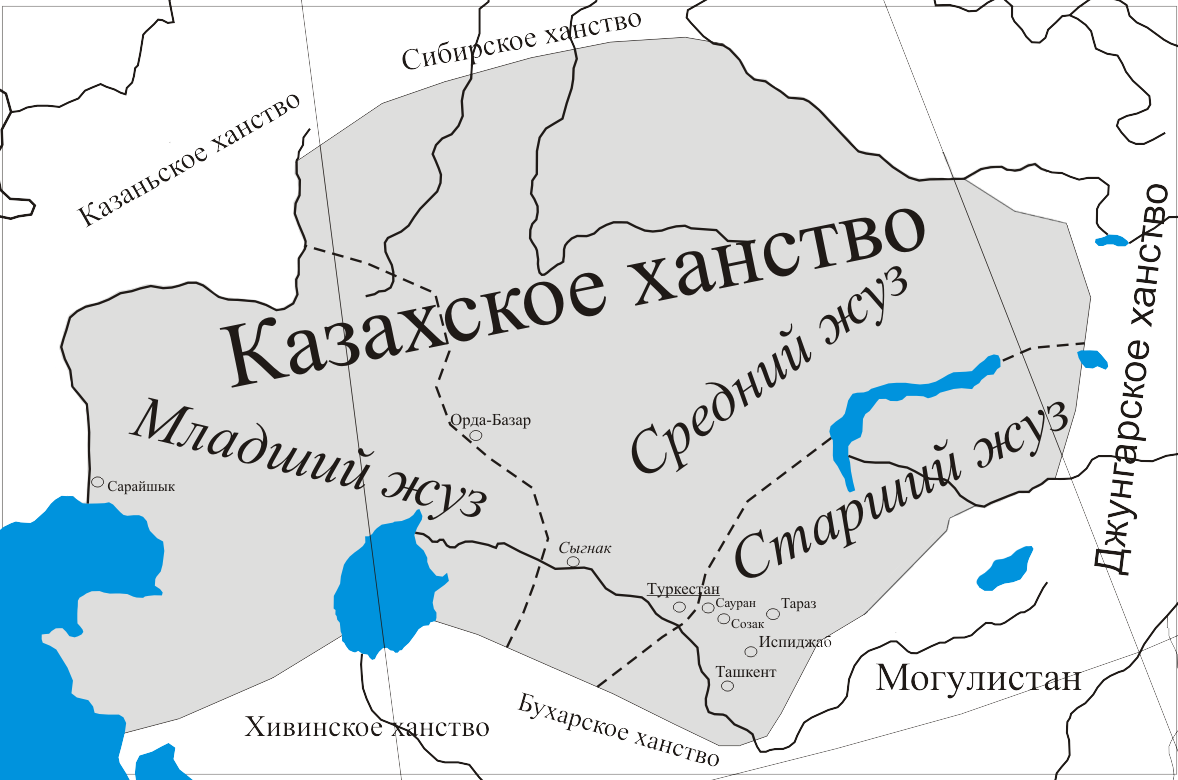
Kazakkhanatets största utbredning, cirka 1520.

Kazakerna har sedan år 1456 etablerat ett självständigt khanat, Kazakkhanatet, i nuvarande Kazakstan.
Detta bestod fram till 1847. Då ställdes det som protektorat under Ryssland efter att den kazakiske khanen bett den ryske tsaren om stöd mot fientliga folk. Ryssarna koloniserade området under 1800-talet som ett steg i Det stora spelet mot Storbritannien. Livegenskapen i Ryssland avskaffades 1861 och då flyttade många ryska och ukrainska bönder till land som tilldelats dem av centralregeringen  i Kazakstan. Kazakstan förklarades 1868 som del av det ryska riket.
Kazakerna revolterade flera gånger mot den ryska dominansen, däribland 1916 då uppemot 150 000 människor dödades, och lyckades hålla stånd mot Röda armén till 1920, då landet blev en del av Sovjetunionen.

### Sovjeteran
Kirgiziska ASSR (autonoma socialistiska sovjetrepubliken) upprättades inom Ryska SFSR 1920, men bytte namn till Kazakiska ASSR 1925 då kazakerna officiellt skiljts från kirgizerna; det område som tidigare hetat Karakirgisiska autonoma området år 1924 döptes då om till Kirgiziska ASSR. Områdets huvudstad sedan 1920, Orenburg med omnejd, avträddes av republiken och bildade ett ryskt oblast. Den nya huvudstaden blev Alma-Ata, en avlägsen provinsstad i sydöst. En svår svält drabbade landet 1931–1933 och decimerade drastiskt befolkningen; antalet kazaker minskade från drygt 4 miljoner till omkring 2,5 miljoner. [källa behövs]
Kazakstan blev den 5 december 1936 sovjetrepublik, Kazakiska SSR. Landet blev mål för flera sovjetiska deportationer: speciellt efter andra världskriget tvångsflyttades krimtatarer, polacker, tjetjener, volgatyskar och andra till landet. Dessutom deporterades flera stalintrogna politiker dit efter diktatorns död 1953, däribland hans efterträdare Georgij Malenkov. Under sovjettiden bedrevs mycket rymdforskning i landet, speciellt i den hemliga staden Leninsk (nuvarande Bajkonur); i Semipalatinsk fanns omfattande laboratorier och testområden for atomforskning. [källa behövs]

### Självständigheten
Kazakstan förklarade sitt självstyre den 25 oktober 1990. Efter Sovjetunionens kollaps, förklarade sig landet självständigt den 16 december 1991 och erhöll, såsom sista delrepublik, sin självständighet 25 december. Landet upptogs i FN den 2 mars 1992. De första åren efter självständigheten kännetecknades av en märkbar emigration av icke-kazaker. Den ekonomiska situationen stabiliserades dock undan för undan med en stark tillväxt, tack vare olje- och gastillgångar och en migrationsbalans som återigen börjar bli positiv. Presidenten Nursultan Nazarbajev, som satt vid makten från 1990 till 2019, genomförde liberaliseringar av ekonomin, men någon fungerande demokrati infördes inte. Den 30 augusti 1995 fastställdes en ny konstitution och i december samma år bildades ett nytt parlament med två kamrar, och parlamentsval hölls. Presidenten drog år 1997 igång ett gigantiskt projekt för att flytta huvudstaden från Almaty i landets sydöstra del till Astana, en stad belägen på stäppen i norr närmare landets geografiska centrum,  som byggts upp nästan från grunden. 
Nazarbajev omvaldes år 2005 för ytterligare sju år som president.Den 8 januari 2006 avgick stora delar av regeringen, anledningen är okänd.[källa behövs]
Den 18 mars 2019 meddelade Nazarbajev i ett tv-sänt tal att han skulle avgå som president och det var för många ett oväntat utspel. I samma tal sade han också att han skulle fortsätta som ledare för landets säkerhetsråd på livstid. Han fortsatte även att leda sitt parti Nur Otan (Fosterlandets ljus). Den 19 mars svors talmannen för Kazakstans parlament, Qasym-Zjomart Toqajev, in som interimspresident. I samband med maktskiftet meddelades att landets huvudstad Astana skulle byta namn till Nur-Sultan, för att hedra den avgångne presidenten. I juni 2019 blev Toqajev i ett snabbt iscensatt presidentval vald till president. Den avgångne presidentens äldsta dotter, Dariga Nazarbajeva, efterträdde Toqajev som talman för parlamentet, och blev därmed näst högst i landets hierarki.
I januari 2022 utbröt stora protester i landet på grund av ökade energipriser, varpå regeringen upplöstes och efter några dagar skickade den ryskledda försvarsalliansen CSTO trupper till landet.
Den 16 september 2022 tillkännagavs ett antal tillägg till landets konstitution. Bland annat skall presidenten väljs för en enda sjuårsperiod utan möjlighet till omval och  landets huvudstad återfå sitt tidigare namn Astana. Dessa ändringar undertecknades av Toqajev den 17 september 2022.

## Geografi

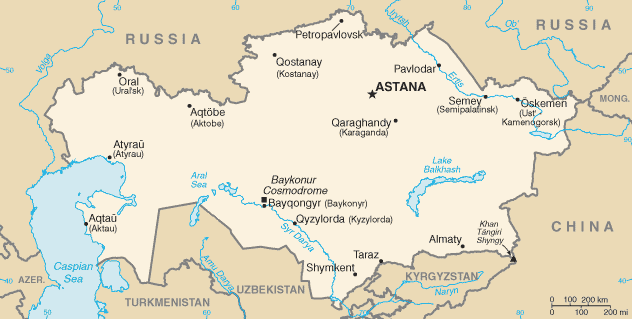
Engelskspråkig karta över Kazakstan.

Kazakstan är i huvudsak beläget i Centralasien, men den nordvästligaste delen, väster om Uralfloden, räknas till Europa. Med en yta på 2,7 miljoner kvadratkilometer är Kazakstan världens nionde största land. Det har en 6 846 kilometer lång gräns mot Ryssland i norr, i söder 2 203 kilometer mot Uzbekistan, 1 051 kilometer mot Kirgizistan och 379 kilometer mot Turkmenistan, samt i öst 1 533 kilometer mot Kina.
Kazakstans nordligaste punkt ligger på cirka 55°06' nordlig bredd (Smygehuk i Sverige ligger på ca 55°20' nordlig bredd, det vill säga endast cirka 26 km längre norrut).

### Topografi
Landet sträcker sig från Kaspiska havet i väst till Altajbergen i öst och från Västsibiriska låglandet i norr till den centralasiatiska öknen Kyzylkum i syd och Tian Shan-bergen i sydöst. I Kazakstans nordvästra del breder Kirgizstäppen ut sig. Landet är i stort sett ett slättland med stora områden under havsnivå. Undantaget är bergen i öst och sydöst, samt Karataubergen i söder. Den lägsta punkten är sänkan Kaundy, 132 meter under havsnivån, den högsta punkten är berget Khan Tengri i sydost, på över 7 000 meter med glaciären inräknat. Största delen av landet består av mycket glest befolkad stäpp, samt öken och halvöken, framför allt i landets södra delar. I norr finns ett högland med gräs och i öster en platå med grässtäpper. Jorden är i många fall näringsfattig och lerig med höga halter av salt och på vissa håll saknas helt vegetation. Det beror på det intensiva jordbruk som bedrevs på 1950-talet och på intensiv konstbevattning.

### Hydrografi
När det kommer till vatten så gränsar Kazakstan i sydväst till Aralsjön och i öst märks Balchasjsjön. Bland floder märks Ural och Emba i väst, Syr-Darja i syd och Irtysj i öst. Aralsjön har sedan Sovjetunionen drabbats av en omfattande miljökatastrof. Bakgrunden var ett beslut om att Sovjetunionen skulle bli självförsörjande på bomull, vilket ledde till stora bomullsodlingar i öknen i Kazakstan, Uzbekistan och Turkmenistan. För att bevattna bomullen avleddes vatten från floderna Syr-Darja och Amu-Darja som mynnar ut i Aralsjön. Resultatet blev att sjön snabbt krympte och 2007 beräknades att enbart en tiondel av sjön kvarstod. Sjön hade dessutom under årens lopp delats upp i ett flertal mindre sjöar med hög salthalt.

### Klimat
Landet har ett kontinentalt klimat med varma somrar och kalla vintrar. Huvudstadens medeltemperatur i januari är  −18 °C och i juli 20 °C. Nederbördsnivån i landet varierar från torra till halvtorra förhållanden och i huvudstaden är medelnederbörden 15 mm i februari och 50 mm i juli.

## Styre och politik

### Författning och styre
Kazakstan är officiellt en republik och före detta president Nursultan Nazarbajev har haft en i det närmaste totalitär makt. Landets nuvarande konstitution antogs först i januari 1993, efter att den sovjetiska konstitutionen landet haft hade fortsatt att gälla i ett helt år efter Sovjetunionens upplösning. Landet har ett tvåkammarparlament med en senat bestående av 47 ledamöter (varav presidenten utser sju, de övriga väljs för en sexårsperiod) och ett underhus, Mäzjilis, med 107 ledamöter (som väljs för en femårsperiod).

### Administrativ indelning
Kazakstan är indelat i 14 provinser, oblystar, samt tre stadsregioner på provinsiell nivå. Provinser och stadsregioner (markerade med *) med kyrillisk skrift, eventuell vidare transkribering samt ryskt namn inom parentes:
1. Almaty (Алматы; Almatinskaja)
2. Almaty*
3. Aqmola (Ақмола; Akmolinskaja)
4. Aqtöbe (Ақтөбе; Aktiubinskaja)
5. Astana*
6. Atyraw (Атырау; Atirauskaja)
7. Bajkonur*
8. Östkazakstan (Шығыс Қазақстан, Sjyghys Qazaqstan)
9. Mangghystau (Маңғыстау)
10. Nordkazakstan (Солтүстік Қазақстан, Soltüstik Qazaqstan)
11. Pavlodar (Павлодар; Pavlodarskaja)
12. Qaraghandy (Қарағанды; Karagandinskaja)
13. Qostanaj (Қостанай; Kostanajskaja)
14. Qyzylorda (Қызылорда; Kizilordinskaja)
15. Sydkazakstan (Оңтүстік Қазақстан, Ongtüstik Qazaqstan)
16. Västkazakstan (Батыс Қазақстан, Batys Qazaqstan)
17. Taraz (Тараз; tidigare Жамбыл, Zjambyl; Zjambilskaja)

## Ekonomi och infrastruktur

Priset på olja fram till 2015. Kazakstans ekonomi bygger till stor del på oljeindustrin och påverkas därmed också av priset på olja.

Kazakstans ekonomi är till stor del byggd på landets oljeindustri. Hälften av landets exportintäkter och en tredjedel av BNP kommer från oljan. Landets ekonomi är således till stor del beroende av höga oljepriser, ökad oljeproduktion och utländska investeringar i olje- och gassektorn. BNP ökade med 4,5 procent år 2021. Oljeindustrin har bidragit till omfattande utländska investeringar som har påverkat landets ekonomiska tillväxt positivt, framför allt mellan 2000 och 2007. Efter finanskrisen 2008–2009 drabbades landet hårt av stor arbetslöshet, en försvagad valuta och skuldsatta banker. Det fortsatt höga oljepriset efter krisen gjorde att landets ekonomi klarade sig relativt bra ändå och tillväxten återhämtade sig. 
Krisen i Ukraina 2014, en svagare tillväxt i Kina och ett fallande oljepris ledde till att den kazakstanska centralbank skrev ner valutan tenge med 19 %. Devalveringen skapade oro och risk för en bankkrasch, till följd av ett lägre förtroende för landets valuta. För att rädda ekonomin användes medel ur den statliga oljefonden, bl.a. för att höja löner och förmåner för offentligt anställda. Året därefter, 2015, beslöt centralbanken att överge fast växelkurs och gå över till en flytande växelkurs. I och med detta förlorade tengen 26 % av sitt värde, jämfört med dollar.
Den officiella arbetslösheten låg år 2021 på 4,6 procent av den arbetsföra befolkningen, vilket är en minskning med 0,3 procent sedan 2015. Ett av de allvarligaste problemen för ekonomin är korruptionen som tillsammans med invecklade regler och ett svagt rättsväsende hindrar utländska investerare. Mycket av oljepengarna går direkt till president Qasym-Zjomart Toqajev eller till att bygga upp residens åt presidenten och hans regering i den nya huvudstaden Astana.

### Skatter
Beskattningen är låg jämfört med OECD-länderna, med 10 eller 20 procent platt skatt på löner (i praktiken nästan alltid 10 procent), och 5 procent på ränteinkomster. Inkomster under minimilönen beskattas överhuvudtaget inte. Därtill kan medborgarna göra avdrag för pensionsavsättningar, medicinska utgifter och försäkringar. Skatteåret löper 1 januari - 31 december.

### Infrastruktur

#### Utbildning och forskning
Grundskolan i Kazakstan är obligatorisk och varar i 11 år. Nedan följer en lista över antalet skolor i Kazakstan sorterade efter undervisningsspråk (2011–2012) ). : 
- Antalet skolor med kazakiska som undervisningsspråk - 3843 st
- Antalet skolor med ryska som undervisningsspråk - 1508 st
- Antalet skolor med uzbekiska som undervisningsspråk - 58 st
- Antalet skolor med ujguriska som undervisningsspråk - 14 st
- Antalet skolor med engelska som undervisningsspråk - 8 st
- Antalet skolor med tadzjikiska som undervisningsspråk - 2 st
- Antalet skolor med flera undervisningsspråk - 2163 st

Högskoleundervisningen i landet bedrivs huvudsakligen på kazakiska, ryska och engelska.
56,3 procent av landets studenter får sin undervisning på kazakiska, 41,7 procent på ryska och 1,9 procent på engelska.

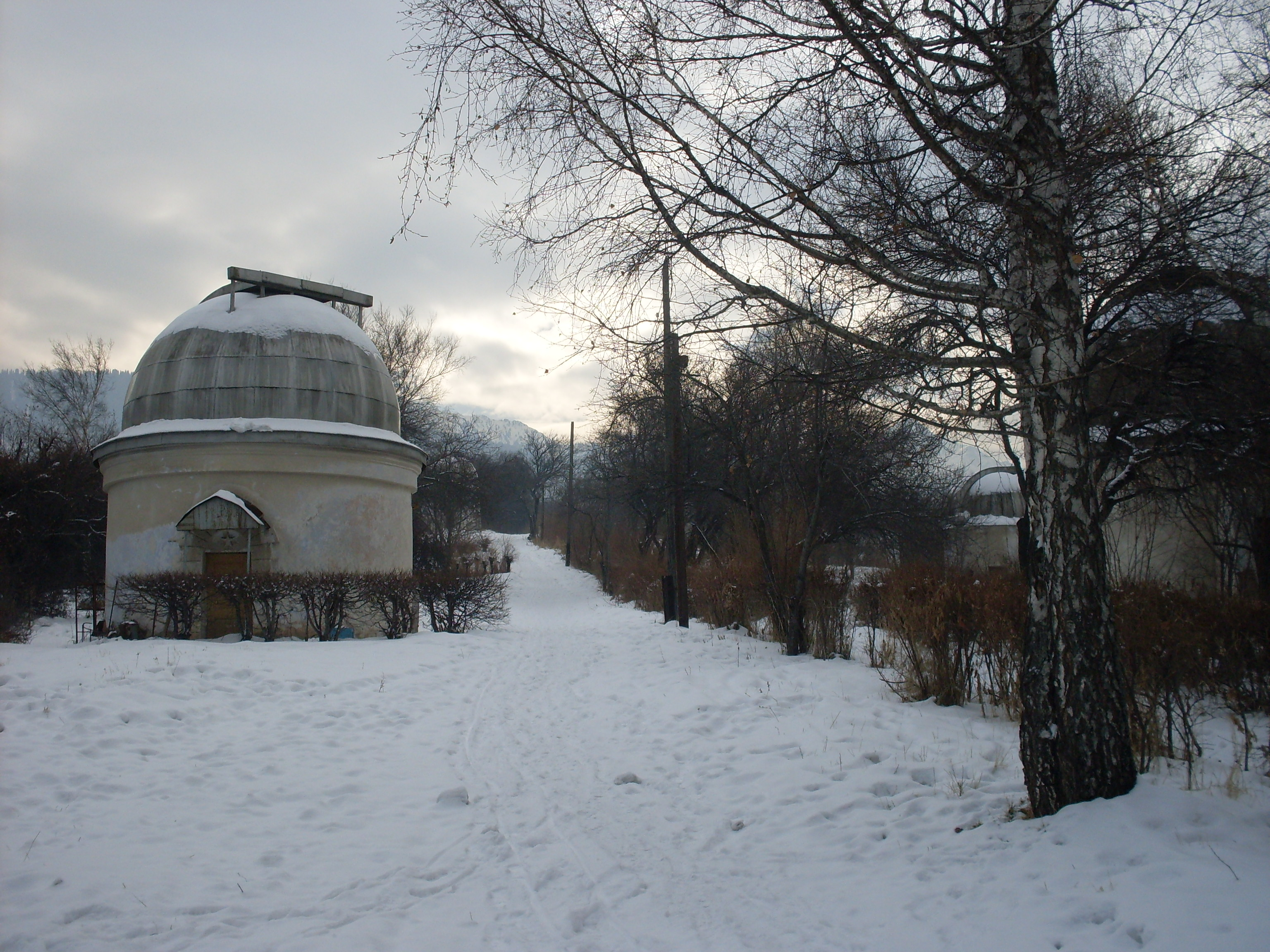
Ett observatorium utanför Almaty

Landets motsvarighet till Sveriges Kungliga vetenskapsakademin är Kazakstans vetenskapsakademi.
Det finns tre observatorier i Kazakstan och samtliga ligger utanför Almaty i Tianshan.
Den ledande astronomiska institutionen i landet är ”Fesenko Astrofysiska institutet” som finns i Almaty och grundades år 1944 . Där har det bland annat bedrivits forskning vad gäller månen, planeter och fysik kring dessa.
Landets observatorier hade stora problem med finansieringen under det första årtiondet efter Sovjets fall 1991. År 2013 till 2014 moderniserades teleskop och annan utrustning i observatorierna.

## Befolkning

### Demografi

#### Större städer
Bland större städer märks Almaty (Alma-Ata, tidigare huvudstad), Astana (tidigare Nur-Sultan, huvudstad sedan december 1997), Qaraghandy, Sjymkent, Semej (Semipalatinsk), Pavlodar, Öskemen, Aqtöbe, Aralsk, Taraz, och Oral.

#### Urbanisering
Kazakstan har en befolkning på cirka 18,4 miljoner enligt en uppskattning från 2019. Landet är ett av de mest glesbefolkade i världen med en befolkningstäthet på cirka 5,7 invånare per kvadratkilometer.
58 procent av befolkningen bor i städer och 42 procent på landsbygden.[källa behövs]

#### Minoriteter

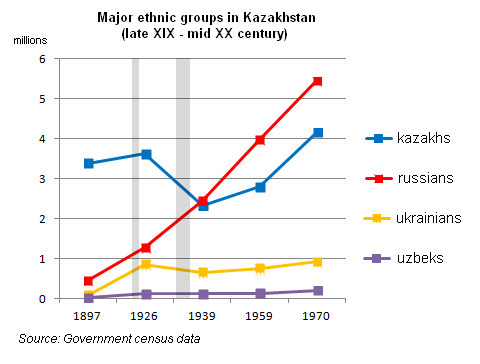
De största etniska grupperna i Kazakstan 1897–1970. Här ser man tydligt hur antalet kazaker och ukrainare minskade 1932–1933 på grund av hungersnöden i Sovjetunionen.

Det finns över 100 olika etniska grupper i Kazakstan, delvis till följd av de sovjetiska deportationerna. Enligt folkräkningen 2020 är de största grupperna kazaker (68,5 %) och ryssar (18,9 %). Mindre grupper är uzbeker (3,3%), uigurer (1,5%), ukrainare (1,4%), tatarer (1,1%), tyskar (1,0%), turkar (0,6%), koreaner (0,6%), azerer (0,6%), dunganer (0,4%), belarusier (0,3%), tadzjiker (0,3%), kurder (0,3%), tjetjener (0,2%), polacker (0,2%), och basjkirer (0,1%). Övriga folkgrupper utgör ca 1% av Kazakstans befolkning.

### Språk
Landet har två officiella språk: ryska, som behärskas av 95 procent av befolkningen, och kazakiska, som behärskas av 64,4 procent.
Ryska språket fick stor utbredning i landet under 1900-talet, oftast på kazakiskans och de andra språkens bekostnad . Efter Sovjets fall har dock kazakiskan stärkt sin position och är nu det dominerande språket inom bland annat utbildningen. Landet påbörjade 2017 ett byte till det latinska alfabetet.[källa behövs]

### Religion
Kazakstan är en sekulär stat. På grund av att Kazakstan har varit en del av Sovjetunionen där religion förtrycktes, har den en ganska svag ställning i landet, speciellt i de större städerna. Hela 45 % av landets befolkning anser att ”religionen är inte en viktig del av livet.” . De största religionerna i landet är sunniislam och ortodox kristendom.
Enligt vissa uppskattningar ser den religiösa sammansättningen så här ut:
- Muslimer - 70,2 %
- Ortodoxa - 24,9 %
- Övriga kristna - 2,3
- Övriga - 0,3

Observera att samtliga kazaker och ryssar har klassificerats som muslimer respektive ortodoxa enligt den här uppskattningen. Eftersom ateismen är ganska utbredd i landet och 11 till 12 procent av landets invånare är ateister enligt en annan uppskattning, kan andelen både muslimer och kristna vara lägre.

## Kultur
Den kazakiska kulturen har under de gångna seklerna präglats av mongoliska, arabiska. persiska och ryska influenser. Först under 2000-talet har västerländskt inflytande kunnat iakttas.

### Konstarter

#### Musik
Musik utgör ett viktigt inslag i den kazakiska kulturen. Ett traditionellt stränginstrument är dombra, en typ av luta och ett annat populärt instrument är kobyz. Det finns en speciell variant av musikalisk komposition kallad kui, som går ut på att en musiker (aqyn) berättar olika historier genom att sjunga och spela på dombra.

#### Film
Film är populärt i Kazakstan. Den största och äldsta filmstudion i landet heter Kazakfilm och är belägen i Almaty. Bland etniska ryssar och äldre kazaker är även sovjetiska filmer mycket populära. Västerländska filmer har på senare år också blivit populära, speciellt bland yngre. Sedan 2010-talets början har man börjat dubba vissa västerländska filmer till kazakiska medan det tidigare visades filmer dubbade till ryska.

### Matkultur

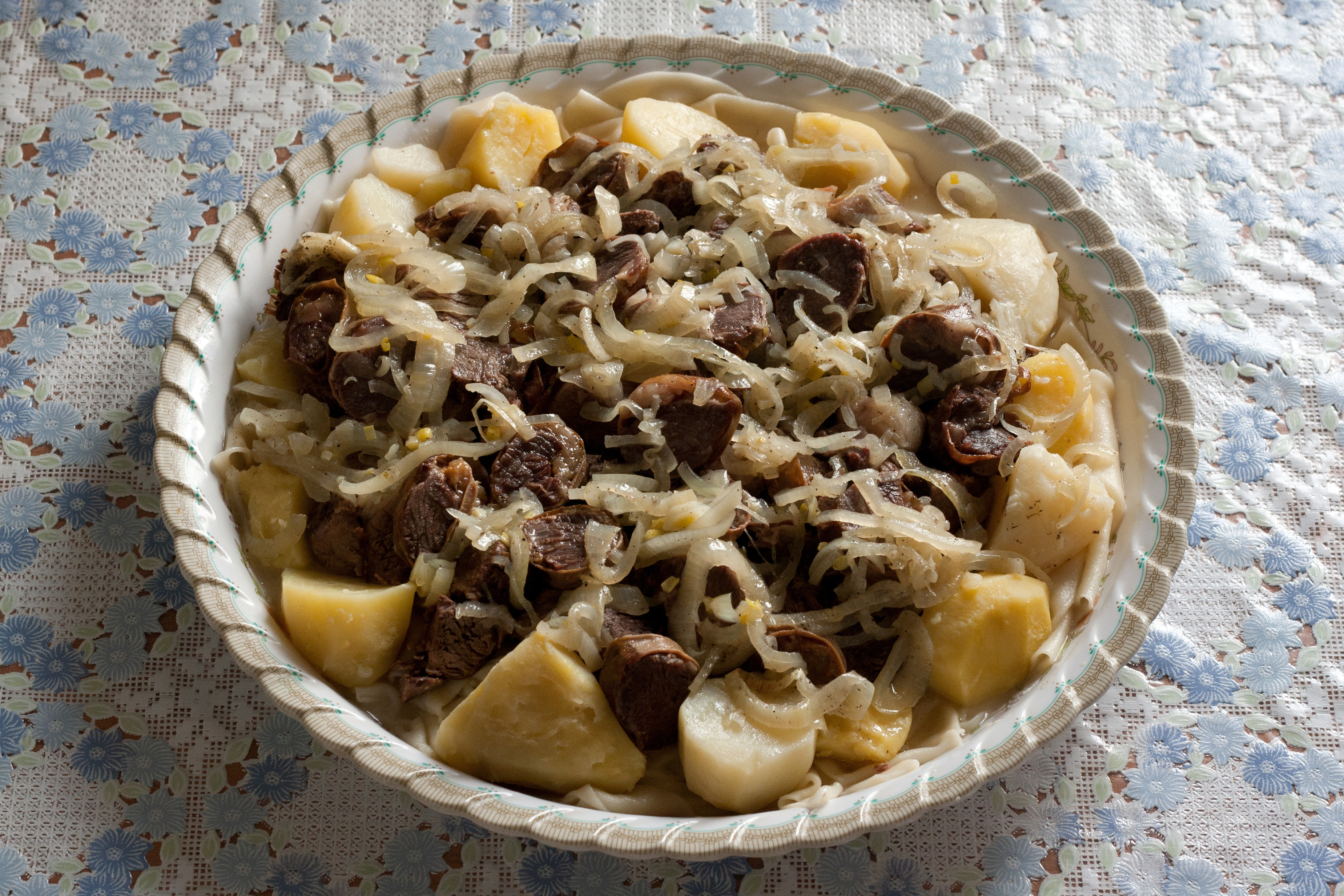
Kazakisk Besjbarmak med potatis.

Eftersom kazaker har varit nomader, utgör kött, deg och mjölk huvudingredienser i det kazakiska köket och grönsaker och frukt saknas nästan helt. Bland maträtter som traditionellt har tillagats och ätits av kazaker märks Besjbarmak, Kuurdak, Pilaff, Manti, Samsa med flera..
Ett populärt tilltugg är Baursaki  och shelpek, ett ojäst bröd, som bland annat spelar stor roll vid olika ceremonier. På grund av de starka ryska influenserna under 1900-talet har även vissa ryska maträtter fått fotfäste i Kazakstan, bland annat Borsjtj, blinier och piroger.
En populär dryck i Kazakstan är kumys.

### Idrott

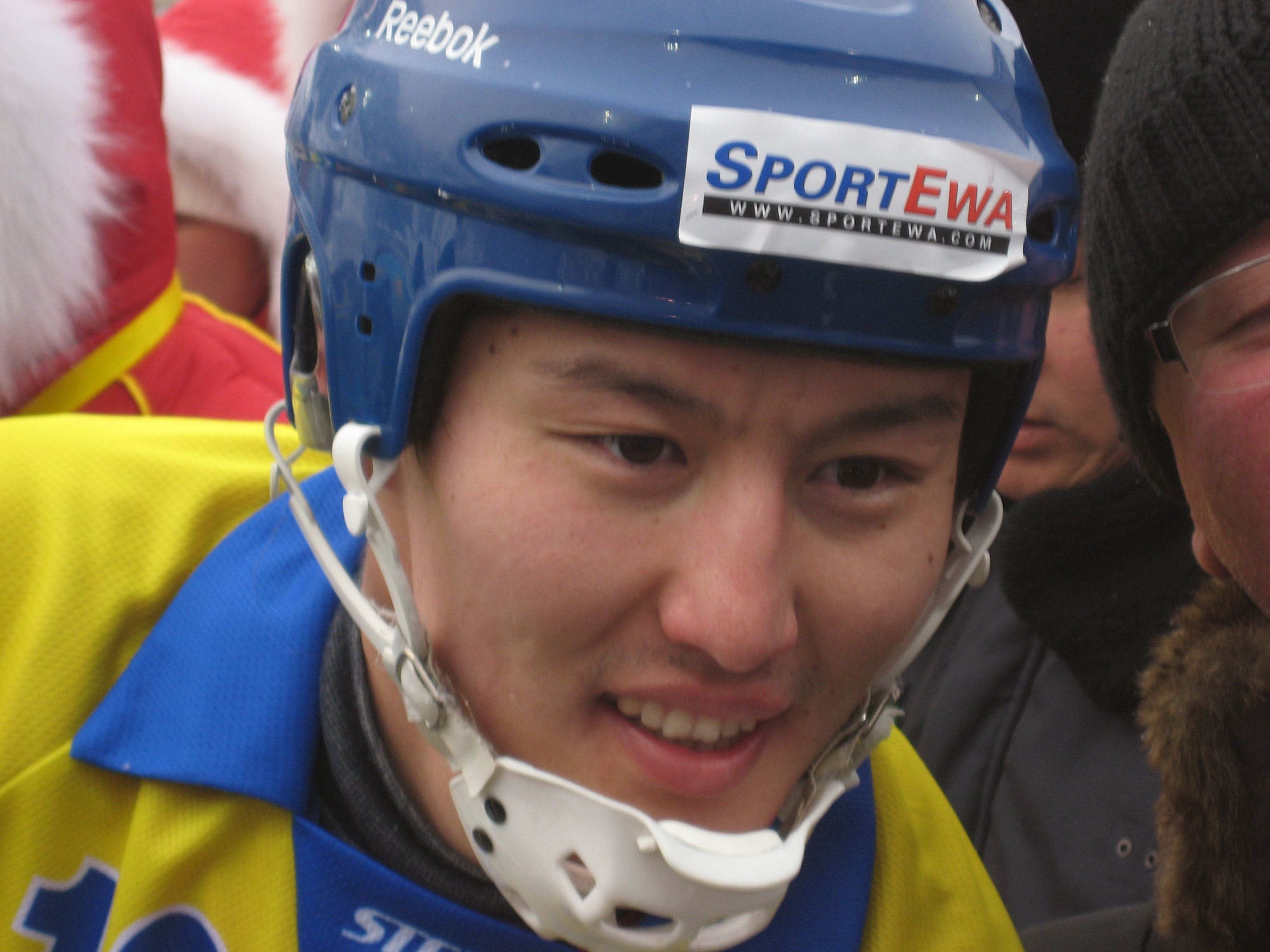
Rauan Issaliev är bandylandslagets lagkapten.

#### Fotboll
Fotboll är en av de mest populära idrotterna. Toppdivisionen i kazakisk fotboll är Premjer Ligasy, som spelas varje år sedan 1992. Det kazakiska herrlandslaget tillhör sedan 2002 Uefa, trots att större delen av landet ligger i Asien.

#### Boxning
Boxning är en av de idrottsgrenar där Kazakstan har rönt mest framgång, både bland amatörer och proffs. 17 av landets 52 medaljer landet erövrat under Olympiska sommarspelen var i boxning. Flera av landets boxare har även vunnit VM-titeln som proffs, bland andra Vassiliy Jirov (IBF i lätt tungvikt), Beibut Shumenov (WBA i lätt tungvikt) och Gennadij Golovkin (WBA och IBO i mellanvikt).

#### Bandy
Kazakstan har deltagit i samtliga Bandy-VM sedan 1993 och vunnit fem brons (2002, 2003, 2012, 2013 och 2014) vilket gör det kazakiska landslaget till det mest framgångsrika asiatiska laget. Landet har även vunnit guld under de asiatiska vinterspelen 2011.

#### Cykling
Astana Pro Team är landets cykelstall. Aleksandr Vinokurov som har varit cykelstallets ansikte utåt i många år, har medverkat i flera Tour de France och bland annat vunnit två OS-medaljer (silver i Sydney 2000 och guld i London 2012).

#### Basket
Kazakstans mest kända basketspelare var Älzjan Zjarmuchamedov som spelade för bland annat CSKA Moscow. Under hela sin karriär har han vunnit flera titlar och medaljer på några av världens mest prestigefyllda baskettävlingar, inklusive sommar-OS, Basketball World Cup, EuroBasket och EuroLeague.

## Internationella rankningar
| Organisation                                | Undersökning                   | Rankning   |
| ------------------------------------------- | ------------------------------ | ---------- |
| Heritage Foundation/The Wall Street Journal | Index of Economic Freedom 2019 | 59 av 180  |
| Reportrar utan gränser                      | Pressfrihetsindex 2019         | 158 av 180 |
| Transparency International                  | Korruptionsindex 2018          | 124 av 180 |
| FN:s utvecklingsprogram                     | Human Development Index 2018   | 50 av 189  |